# Pierre Kaufmann
Pour les articles homonymes, voir Kaufmann.
Pierre Kaufmann, né le 27 avril 1916 dans le 11e arrondissement de Paris et mort le 3 septembre 1995 dans le 6e arrondissement de Paris, est un philosophe, psychanalyste, journaliste et professeur de philosophie français.

## Biographie
Fils du médecin Bernard Kaufmann, il est le frère du cardiologue Henri Kaufmann. Ancien élève de l'École normale supérieure, il est écarté de l'agrégation de philosophie du fait des lois sur le statut des Juifs du régime de Vichy, et ne la passe qu'après la guerre, en 1947.
En 1944, il est arrêté au café Au vieux Paris en compagnie de Pierre Grappin, Pierre Courtade, Annie Hervé, Madeleine Herr et Thierry Maulnier, et placé quelques jours en détention. Il est un des fondateurs de l'Agence France-Presse en 1944, correspondant à Damas (Syrie), et grand reporter pour le journal Combat.
Après avoir enseigné au lycée de Bourges, il est assistant de philosophie à la Sorbonne, à l'université de Besançon, de Rennes, puis il est élu professeur de philosophie à l'université Paris-X-Nanterre (1969). 
Il est membre de l'École freudienne de Paris, d'inspiration lacanienne, et contribue à l'introduction de la psychanalyse dans l'enseignement universitaire français[réf. souhaitée]. Sur le plan théorique, il élabore une anthropologie psychanalytique. Il est l'auteur de plusieurs articles de l'Encyclopædia Universalis, « Culture et civilisation » et « Psychanalyse des œuvres ».
Il avait épousé en 1944 Jacqueline Rochard, une camarade de l'ENS devenue historienne de la bourgeoisie russe et morte en 1969. Ils sont les parents de Jacques Kaufmann.

## Ouvrages
- Le Dernier des maîtres, Paris, Gallimard, 1949.
- L'Inconscient du politique, Paris, Plon, 1962. Nouvelle édition : Paris : PUF, 1979.
- L'Expérience émotionnelle de l'espace, Paris : Librairie philosophique J. Vrin, 1966.
- Kurt Lewin. Une théorie du champ dans les sciences de l’homme, Paris, Vrin, 1968.
- Psychanalyse et théorie de la culture, Paris, Denoël-Gonthier, coll. « Médiations », 1974.
- L'Inconscient du politique, nouvelle édition : Paris : PUF, 1979. Réédité en 2002 chez Vrin.
- (Coauteur) L'apport freudien. Éléments pour une encyclopédie de la psychanalyse, Paris, Bordas, 1993.
- Qu'est-ce qu'un civilisé ?, Paris, Atelier Alpha Bleue, 1995.